# Giulietta Martelli-Tamoni
Giulietta Martelli-Tamoni (Buenos Aires, 5 november 1890 - Bellinzona, 16 januari 1975) was een Zwitserse schrijfster en dichteres.

## Biografie
Giulietta Martelli-Tamoni werd in Argentinië geboren als dochter van de Zwitserse migrant Venanzio Tamoni en Maria Julliard. Later huwde ze Alfredo Martelli, een Italiaanse onderwijzer. Ze volgde school in Chiasso en Bellinzona en werd later correspondente Frans en Spaans voor verschillende bedrijven. Van 1915 tot 1918, tijdens de Eerste Wereldoorlog, was ze verpleegster voor het Italiaanse Rode Kruis. In 1955 vestigde ze zich in San Vittore, waar ze verscheidene gedichten schreef in het dialect van de Valle Mesolcina. Deze werden gepubliceerd in kranten in Moësa onder de pseudoniemen Barba Tuch en Marta. Een deel van haar werk werd in 1963 gepubliceerd in Poesie dialettali. In haar gedichten verwerkte ze voornamelijk dorpstaferelen door traditie en melancholie op te roepen. Het meest interessante aspect van haar werk blijft het gebruik van een kleurrijk dialect en het gebruik van in onbruik geraakte woorden.